# César Martín
César Martín Villar (født 3. april 1977 i Oviedo, Spanien) er en tidligere spansk fodboldspiller, der spillede som midterforsvar. 
I hans 13 sæsoner, optrådte han i omkring 200 La Liga-kampe, hovedsageligt for klubberne Real Oviedo og Deportivo La Coruña, hvorefter han havde en kort periode på seks måneder i Premier League hos Bolton Wanderers. 
I internationale sammenhænge spillede han i fem år for det spanske landshold, hvor César Martín bl.a. repræsenterede Spaniens fodboldlandshold ved Europamesterskabet i fodbold 2004. 

## Klubkarriere
Født i i Oviedo, César startede sin professionelle karriere i 1994 i Real Oviedo. I hans debut sæson hjalp han i 17 La Liga-kampe. 
Efter at have været vigtig i Oviedos 1998-1999-sæson (31 kampe, 4 mål), skiftede han til Deportivo La Coruña for €7,4 millioner. Han vandt en liga, en cup og to supercups. Efter at Deportivo La Coruña skiftede manager til Joaquín Caparrós, følte César sig udenfor, og han skiftede derfor igen til klubben Levante UD d. 18. juli 2006. Han imponerede slet ikke i sin tid hos Levante UD, hvor han kun fik tre kampe på banen. Hans absolutte lavpunkt var mod Atlético de Madrid, hvor de tabte 0-3 hjemme, og han fik et rødt kort. 31. januar 2007 blev hans kontrakt annulleret. 
César tog til Bolton Wanderers på en kort kontrakt indtil februar 2007. Hans debut kom mod Chelsea den 28. april. 
18. maj 2007 besluttede Boltons manager ikke at forlænge César Martín Villars kontrakt hos Bolton. Han skiftede til Hércules CF i den anden bedste spanske række. 

## International karriere
For Spanien fik han sin debut 18. august 1999, i en 2-1 sejr over Polen. Kampen var en venskabskamp. I de næste to kampe scorede han to gange, begge gange i Europamesterskabet i fodbold 2000 Kvalifikation. 
César var med til Europamesterskabet i fodbold 2004, men fik ikke spilletid. Hans landsholdskarriere var ikke en glorværdig en af slagsen, mest fordi han lå i skyggen af Carles Puyol og Pablo Ibáñez

### Internationale mål
| #  | Dato              | Sted                               | Modstander | Score | Resultat | I hvilken sammenhæng                            |
| -- | ----------------- | ---------------------------------- | ---------- | ----- | -------- | ----------------------------------------------- |
| 1. | 8. september 1999 | Vivero, Badajoz, Spanien           | Cypern     | 7–0   | 8–0      | Europamesterskabet i fodbold 2000 Kvalifikation |
| 2. | 10. oktober 1999  | Carlos Belmonte, Albacete, Spanien | Israel     | 2–0   | 3–0      | Europamesterskabet i fodbold 2000 Kvalifikation |
| 3. | 5. juni 2004      | Alfonso Pérez, Getafe, Spanien     | Andorra    | 3–0   | 4–0      | Venskabskamp                                    |

## Hæder
Deportivo
- La Liga: 1999–2000
- Copa del Rey: 2001–02
- Spansk Supercup: 2000, 2002

Spanien U18
- U18 Europamesterskabet 1995: 1995